# Lost (EP av The Mary Onettes)
Lost är The Mary Onettes andra EP, utgiven den 14 november 2006 på skivbolaget Labrador.

## Produktion
Skivan spelades in House Arrest Studio i Göteborg och mixades på samma plats av Philip Ekström. Producent var bandet självt. Skivan mastrades av Thomas Eberger i Cutting Room.

## Låtlista
Alla låtar är skrivna av Philip Ekström.
1. "Lost" - 4:06
2. "Explosions" - 3:58
3. "What's So Strange?" - 3:18
4. "R.U.N." - 3:39

## Personal
- Petter Agurén - gitarr
- Thomas Eberger - mastering
- Henrik Ekström - bas
- Philip Ekström - sång, gitarr, mixning
- Simon Fransson - trummor
- Henrik Mårtensson - fotografi

## Mottagande
Skivan beskrevs i positiva ordalag av Nöjesguidens recensent Patrik Forshage och fick betyget 4/5. Forshage skrev "De påminner mer om de Liverpoolband som brukade ikläda sig deppopens arenakostym, av marknadsskäl, oförstånd eller bara tidsandan, men som egentligen var klassiska popband. Echo & the Bunnymen var ett sådant, och ännu närmare The Mary Onettes ligger sorgligt bortglömda Icicle Works."

### Fotnoter
1. 1 2  ”Lost”. Discogs.com. http://www.discogs.com/Mary-Onettes-Lost/release/880234. Läst 18 februari 2012.
2. ↑  ”The Mary Onettes”. Svensk mediedatabas. http://smdb.kb.se/catalog/search?q=the+mary+onettes+typ%3Afonogram&sort=OLDEST. Läst 18 februari 2012.
3. ↑  ”Lost”. Nöjesguiden. http://nojesguiden.se/recensioner/musik/mary-onettes-mary-onettes. Läst 18 februari 2012.